# Schermo degli spiriti

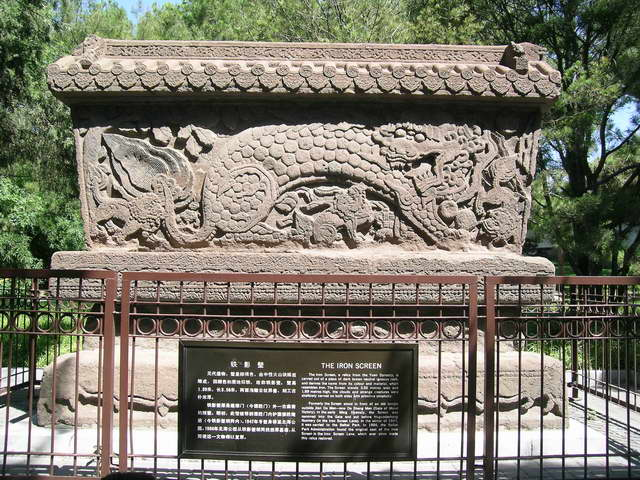
Lo schermo degli spiriti "Muro-schermo di ferro" d'Età Yuan nel Parco Beihai (Pechino).

Uno schermo degli spiriti, anche muro degli spiriti o muro-schermo, (zh. 影壁S, YǐngbìP, lett. "Muro-ombra" o 照壁S, ZhàobìP) è un antemurale utilizzato per schermare un cancello d'ingresso nell'architettura tradizionale cinese. Può essere posizionato sia all'esterno sia all'interno del cancello che deve proteggere.

## Etimologia
Il 影壁S, YǐngbìP, lett. "Muro-ombra" è lo schermo degli spiriti posizionato all'interno o all'esterno della residenza. Lo 照壁S, ZhàobìP è invece il solo schermo degli spiriti posizionato all'esterno della residenza, l'antemurale vero e proprio.

## Descrizione
Gli schermi degli spiriti sono legati alla convinzione che i 鬼S, GuǐP, lett. "Spiriti maligni" non possano muoversi dietro gli angoli, quindi lo schermo degli spiriti impedisce loro di entrare attraverso il cancello che proteggono.
In pratica, consentono alla luce naturale e alla circolazione dell'aria di entrare in una stanza, ostacolando la visione. Questa soluzione garantiva, oltre alla privacy, il rinfrescamento in un'epoca senza aria condizionata.
Gli yingbi possono essere strutture solitarie o possono essere attaccati ad un muro vicino. Possono essere costruiti con una varietà di materiali come mattoni, legno, pietra o piastrelle smaltate. Gli zhaobi erano spesso simboli di status e quindi riccamente decorati. Le decorazioni comuni includono simboli apotropaici, come il sinogramma 福S, FúP, lett. "Buona fortuna". Schermi particolarmente decorati con il motivo del drago sono i Muri dei Nove Draghi nei palazzi e nei giardini imperiali.

## Storia
Le prove archeologiche hanno stabilito l'esistenza di yingbi fin dalla dinastia Zhou occidentale (1046–771 a.C.). Erano allora un privilegio riservato ai palazzi e alle dimore della grande nobiltà cinese. L'uso degli schermi nelle residenze private sviluppò molto più tardi ed il yingbi divenne elemento distintivo nella pianta della Siheyuan, il complesso residenziale tradizionale cinese.

## Galleria d'immagini

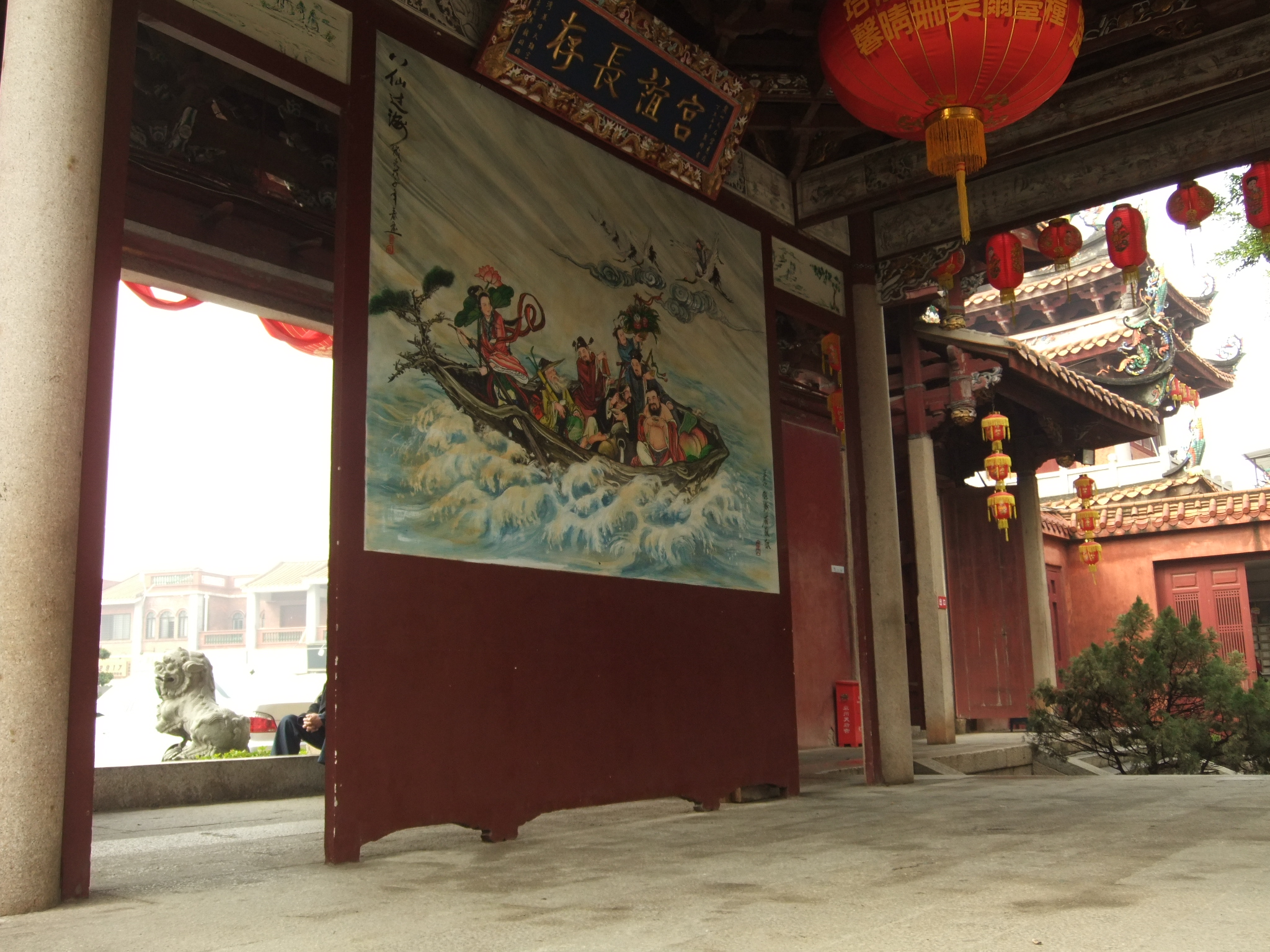
Un semplice schermo degli spiriti nel Tian Hou Gong (tempio di Mazu) a Quanzhou.
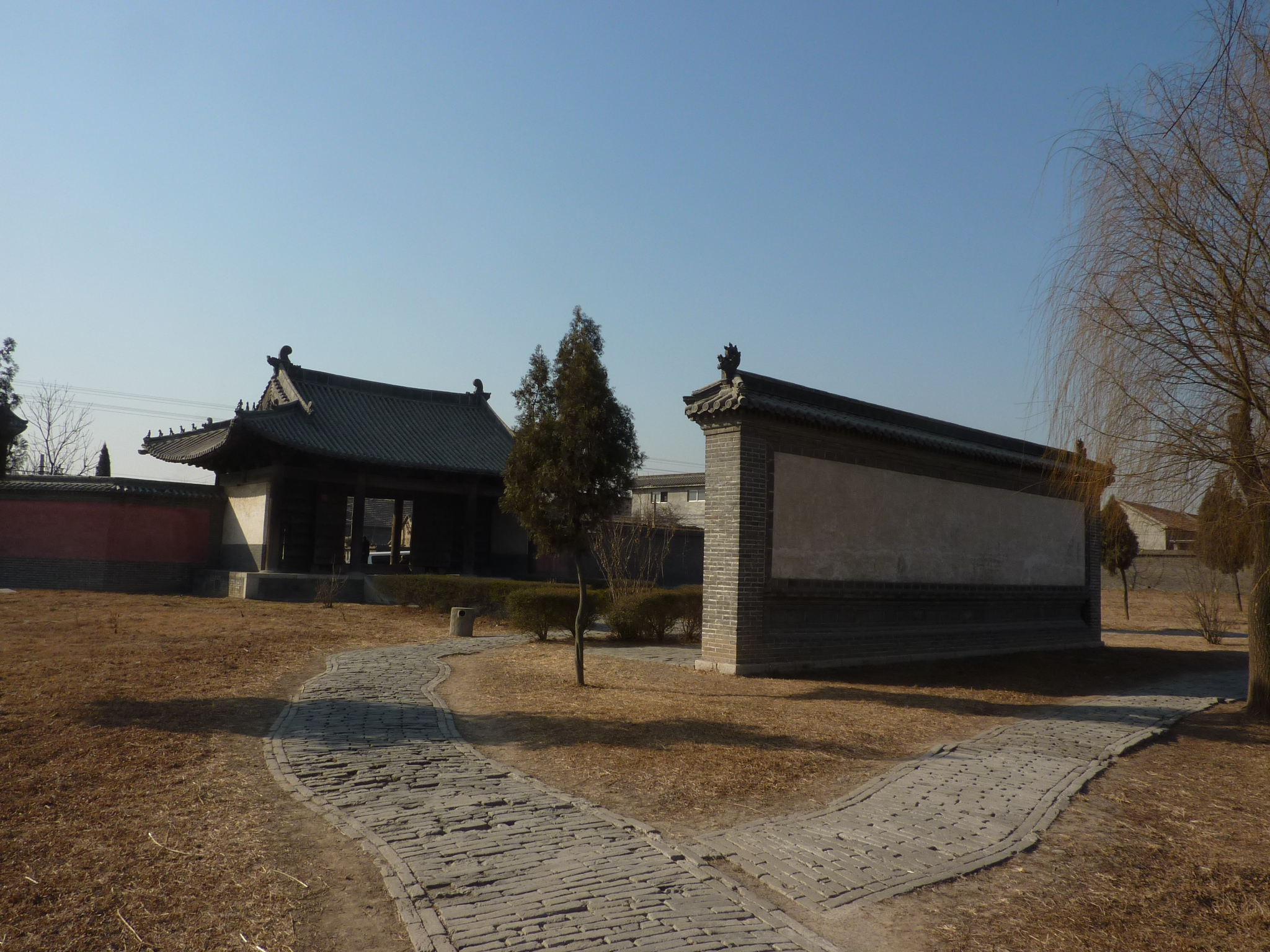
Un moderno "schermo degli spiriti" all'interno dei cancelli del sito storico di Shou Qiu a Qufu.